# Alberto Villalba Muñoz
Alberto Villalba Muñoz (Valladolid, 10 de novembre de 1879) fou un religiós agustí i músic castellà, germà dels també religiosos i músics Enrique, Marcelino i Luis, el seu pare Alvaro Villalba fou el primer mestre de tots quatre germans.

Des de la seva infància es distingí per les seves felices disposicions per a tot el que emprenia, destacant la música. Als quinze anys ingressà en el convent dels Agustins de la seva vila natal, on va escriure les seves primeres composicions musicals. Destinat a Lima (Perú) el 1906, publicà diverses de les seves obres per a piano les quals li'n donaren molta fama. Aquestes obres són, en efecte, de gran importància artística, per la seva novetat, colorit, originalitat i gosadia, i situen al seu autor en un lloc molt distingit entre els músics del seu temps. Parlant d'ell un crític va dir
| « | A més de semblar-se en les faccions a (Wagner), en el mentó sortit..., se li assembla en la forma estructural i evocativa. La música de l'artista novell, com la del gran Apol·lo germànic, no infon assossec, la intima calma d'una Passió de Bach, sinó que remou, trastorna i oprimeix l'esperit i a voltes l'arrebata amb la seva lluminosa vivacitat... I com la wagneriana és intricada i misteriosa... | » |

entre les seves composicions per a piano cal mencionar: 
- Seis Caprichos,
- Tres Inspiradas,
- Dos paisajes,
- Un Scherzetto,
- Tres Oraciones, (al matí, al migdia, i la vesprada),
- El poema de la noche,
- Luis, poema sentimental,
- Los Andes,
- Libertas, sonata,
- España, poema,
- Sueño oceánico, barcarola,
- Tres canciones peruanas, per a cant i piano,
- Humorística,
- Canon cubista,
- Caprichos americanos, sèrie.

En el gènere religiós se li deu una Missa de Rèquiem, a dos cors a l'uníson; algunes Salves, i diversos motets i letrillas. Finalment, és autor de la sarsuela El alcalde de Babia,